# Romulo Valles
Romulo Geolina Valles (ur. 10 lipca 1951 w Maribojoc) – filipiński duchowny katolicki, arcybiskup Davao od 2012.

## Życiorys

### Prezbiterat
Święcenia kapłańskie otrzymał 6 kwietnia 1976. Po kilkuletnim stażu duszpasterskim oraz studiach w Rzymie został wykładowcą seminarium w Davao, a następnie objął urząd jego rektora.

### Episkopat
24 czerwca 1997 został mianowany biskupem ordynariuszem diecezji Kidapawan. Sakry biskupiej udzielił mu 6 sierpnia 1997 ówczesny nuncjusz apostolski na Filipinach - arcybiskup Gian Vincenzo Moreni.
13 listopada 2006 został papież Benedykt XVI minował go arcybiskupem Zamboanga.
11 lutego 2012 został mianowany arcybiskupem metropolitą Davao. W latach 2013-2017 był wiceprzewodniczącym, a w latach 2017-2021 przewodniczącym Konferencji Biskupów Filipin.